# Kasimira Sobieski
Kasimira Sobieski (född 20 januari 1695, död 18 maj 1723) var dotter till den polske prinsen Jakob Sobieski och Hedvig Elisabeth Amalia av Pfalz-Neuburg och sondotter till den polske kungen Johan III Sobieski. Hennes far försökte (senast 1718) få henne gift med Karl XII av Sverige.